# General (Združeno kraljestvo)
General (izvirno angleško General; okrajšava Gen) je najvišji mirnodobni vojaški čin, ki je v uporabi v Britanski kopenski vojski in pri Kraljevih marinci.
General je tako nadrejen generalporočniku in je podrejen feldmaršalu. Natova oznaka čina je OF-9; enakovreden je činu admirala v Kraljevi vojni mornarici in zračnemu glavnemu maršalu v Kraljevem vojnem letalstvu.
Oznaka čina generala je prekrižana sablja in baton, maršalska palica, nad njima pa se nahajata še zvezda in krona svetega Edvarda. 